# 杉山鎮
杉山鎮（さんざんちん）は中華人民共和国湖南省婁底市婁星区の鎮。

## 行政区画
- 恩口社区
- 杉山村
- 花溪村
- 塘坪村
- 田湾村
- 集雲村
- 鷂子村
- 栗松村
- 万楽村
- 木山村
- 四季村
- 泉福村
- 田坪村
- 壩塘村
- 染鋪村
- 楽善村
- 石底村
- 石竜村
- 石垣村

## 歴史
2015年、小碧郷、杉山鎮を母体に新制「杉山鎮」として発足。

## 地理
杉山鎮は婁底市東部に位置し、北は雙江郷と、東は翻江鎮と、東及び東北は壺天鎮と、西は石井鎮と、南は漣濱街道とそれぞれ接している。

## 教育
- 杉山鎮中心小学
- 杉山鎮中学

## 交通

### 鉄道
- 洛湛線（中国語版）[4]

### 道路
- 省道S209[4]
- 長沙—韶山—婁底高速公路（中国語版）[4]